# Podarke angustifrons
Podarke angustifrons är en ringmaskart som först beskrevs av Grube 1878.  Podarke angustifrons ingår i släktet Podarke och familjen Hesionidae.
Artens utbredningsområde är Röda havet. Inga underarter finns listade i Catalogue of Life.